# Caserma Nino Bixio

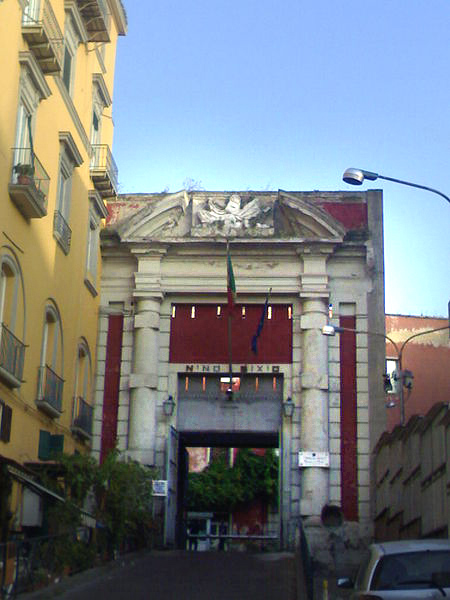
Haupteingang

Die Caserma Nino Bixio, auch Gran Quartiere di Pizzofalcone oder Presidio di Pizzofalcone genannt, ist eine Kaserne in Neapel. Sie befindet sich auf dem Hügel von Pizzofalcone im Stadtteil San Ferdinando. Benannt ist sie nach dem Freiheitskämpfer, General und Politiker Nino Bixio.

## Geschichte
Die Kaserne befindet sich an einem Ort, an dem sich in der Antike die Villa des römischen Feldherrn Lucius Licinius Lucullus befand. Im Mittelalter befand sich hier eine Falknerei, die dem Ort den heutigen Namen gab. Später wurde auf dem Areal zunächst der Palazzo Carafa di Santa Severina errichtet, in dem das 1781 gegründete Reale Officio Topografico des Königreichs beider Sizilien unterkam, später dann ein Militärarchiv. Zwischen 1667 und 1670 entstand in den Gärten des Komplexes die noch heute bestehende Kaserne. Da das Königreich Neapel seinerzeit der spanischen Krone gehörte, kamen hier spanische, später dann neapolitanische Truppen unter. Nach der Einigung Italiens im Jahr 1861 wurden hier Bersaglieri und andere Heereseinheiten einquartiert. Nach dem Zweiten Weltkrieg übernahm die Polizia di Stato die Kaserne und brachte dort bis Anfang des 21. Jahrhunderts Bereitschaftspolizei-Einheiten unter.

## Zukunft
Am 15. November 2014 unterzeichneten der Innenminister Angelino Alfano, die Verteidigungsministerin Roberta Pinotti, der Bürgermeister von Neapel Luigi de Magistris und der Leiter der staatlichen Immobilienagentur Agenzia del Demanio ein Abkommen, mit dem die Kaserne im Rahmen eines größeren Immobilientausches von der Stadt Neapel an das Verteidigungsministerium übergeht, das sie der benachbarten, traditionsreichen Scuola Militare Nunziatella überlassen wird. In Zusammenarbeit mit dem ebenfalls in der Nachbarschaft liegenden Istituto Italiano per gli Studi Filosofici, mit dem die Nunziatella seit einiger Zeit kooperiert, und der Parthenope-Universität soll vor Ort ein kulturelles Zentrum entstehen und somit dem ganzen Stadtteil neue Impulse geben. In der noch umzubauenden und zu renovierenden Kaserne sollen unter anderem die beiden Bibliotheken der Militärschule und des genannten Instituts unterkommen. Die Schulleitung der Nunziatella wird am bisherigen Standort, einem ehemaligen Jesuitenkonvent, verbleiben.